# George Gossip
George Hatfeild Gossip (New York, 6 dicembre 1841 – Liphook, 11 maggio 1907) è stato uno scacchista statunitense naturalizzato britannico.

## Biografia
Sua madre, l'americana Ellen Dingley Gossip, morì quando egli aveva sedici mesi. Dopo circa due anni il padre, di nazionalità inglese, si trasferì con lui in Inghilterra. Fu cresciuto da una sua zia, Mrs. Reaston Rodes, a Barlborough nel Derbyshire. Studiò al Windermere College, Westmorland, poi si iscrisse alla Università di Oxford, ma abbandonò quasi subito gli studi a causa di sopraggiunte difficoltà finanziarie di suo padre e di sua zia. 
Dopo essersi sposato, nel 1883 emigrò in Australia con la moglie e i loro quattro figli. Lavorò come giornalista per diversi giornali australiani, tra cui The Sydney Star, Sydney Evening News e The Adelaide Advertiser. Nel 1888 si trasferì negli Stati Uniti, a quanto sembra lasciando la famiglia in Australia. 
Negli Stati Uniti partecipò al grande Torneo di New York 1889 (vinto da Chigorin e Weiss), terminando al 17º/18º posto su venti concorrenti (+11 –22 =5). Dopo il termine del torneo tornò in Inghilterra, dove visse per qualche tempo a Londra lavorando come giornalista di scacchi.
Partecipò a diversi tornei, con risultati nel complesso negativi. Il suo miglior risultato è stato probabilmente a Londra nel 1883 (London Vizayanagaram), con il 6º-7º posto su 26 concorrenti (17½ punti su 25). Vinse Curt von Bardeleben con 21½ punti.
Terminò all'ultimo posto in cinque tornei consecutivi: Londra 1889 (vinto da Henry Bird), Breslavia 1889 (vinto da Tarrasch), Manchester 1890 (vinto da Tarrasch), Londra 1892 (vinto da Emanuel Lasker) e New York 1893 (vinto da Lasker con 13/13). 
Per questi ultimi posti consecutivi è stato chiamato "The King of Wooden Spoonists" ("Il re dei cucchiai di legno").

## Pubblicazioni
Gossip scrisse due libri di scacchi e uno non scacchistico:
- The Chess-Player's Manual (1874), di 900 pagine, che ebbe recensioni per lo più negative; una edizione del 1888 con prefazione di Samuel Lipschütz fu meglio accolta, tanto che Wilhelm Steinitz la definì "One of the best available books on the game".
- Theory of the Chess Openings (1879), che ottenne recensioni nel complesso positive.
- The Jew of Chamant (1898), con lo pseudonimo Ivan Trepoff, in cui esprime il suo forte antisemitismo.